# 1425年
| 千纪： | 2千纪 |
| 世纪： | 14世纪 \| 15世纪 \| 16世纪                                                                                 |
| 年代： | 1390年代 \| 1400年代 \| 1410年代 \| 1420年代 \| 1430年代 \| 1440年代 \| 1450年代                           |
| 年份： | 1420年 \| 1421年 \| 1422年 \| 1423年 \| 1424年 \| 1425年 \| 1426年 \| 1427年 \| 1428年 \| 1429年 \| 1430年 |
| 纪年： | 乙巳年（蛇年）；明洪熙元年；日本應永三十二年                                                               |

## 大事记
- 日本室町幕府第五代征夷大將軍足利義量逝世，未指定繼承人。
- 朱瞻基繼位成為明朝第五位皇帝，是為明宣宗。
- 8月，梯訶都被王后信菩彌與錫箔（英语：Hsipaw State）詔法密謀伏殺，擁立其與紹敏拉（英语：Saw Min Hla）的兒子明拉艾(彌羅尼)即位。
- 11月，緬甸阿瓦王朝君主明拉艾(彌羅尼)被前任國王梯訶都王后信菩彌毒殺，明拉艾的堂伯父格禮傑當紐(迦梨夷旦瑜)在信菩彌與錫箔（英语：Hsipaw State）詔法的幫助下登上王位。
- 曼努埃爾二世逝世，約翰八世成為唯一的皇帝。
- 瓦西里二世成為莫斯科大公，為爭奪大公之位，俄羅斯陷入內亂。

## 出生
- 王珪（景泰年间进士）

## 逝世
- 3月17日：足利義量——日本室町幕府第五代征夷大將軍（1407年出生）。
- 5月29日：明仁宗朱高熾，明朝第四位皇帝（1378年出生）。
- 7月21日：曼努埃爾二世，拜占庭帝國皇帝（1350年出生）。
- 9月2日：周定王朱橚，明朝第一代周王（1361年出生）。
- 底哈都，緬甸阿瓦王朝君主。
- 明拉艾，緬甸阿瓦王朝君主。